# Gordura saturada
A gordura saturada é um dos tipos de gordura presentes nos alimentos. É distinguida da gordura insaturada no sentido em que não há ligação dupla entre dois átomos de carbono vizinhos numa cadeia de ácido graxo. Isto é, a cadeia é completamente “saturada” com átomos de hidrogênio. A gordura saturada ocorre de forma natural nos animais, mas em variedades de coco, por exemplo, sua concentração é maior. Seu estado físico geralmente é sólido à temperatura ambiente. Enquanto que a gordura insaturada, como a que predomina  no azeite, permanece de forma líquida. A gordura saturada é menos propícia a perder as suas propriedades enquanto é utilizada na preparação de alimentos.
Durante o século XX, com a crescente epidemia de obesidade, foram realizados estudos que aparentemente relacionavam o consumo de gordura saturada à elevação dos níveis de colesterol. Como existia a teoria de que o nível elevado de colesterol supostamente aumentava o risco de desenvolvimento de doenças cardiovasculares, extrapolou-se a conclusão de que essa gordura aumentava o risco de doenças no coração.
As gorduras disponíveis nos alimentos sempre contêm proporções distintas de gordura saturada e insaturada (não apenas um tipo, exclusivamente). Exemplos de alimentos contendo uma proporção alta da gordura saturada incluem os produtos com gordura animal, como creme, queijo, manteiga, sebo, e carnes gordas. Alguns produtos vegetais contêm bastante gordura saturada, como óleo de coco e óleo de palmiste. Um artigo científico faz uma comparação entre as propriedades do óleo de coco obtido por resfriamento ou fermentação com o que passa pelo processo de refinamento, mostrando um melhor desempenho do que não passa por este processamento. A banha de porco é fonte de gordura saturada, mas sua composição é predominantemente de gorduras insaturadas. Muitos alimentos preparados industrialmente também contêm níveis elevados de gordura saturada: pizza, salsicha, sobremesas à base de leite.

## Gorduras saturadas e a hipótese dieta-coração
Desde a década de 1950, a partir das observações do fisiologista Ancel Keys, teorizou-se que as gorduras saturadas causavam doenças cardíacas. A hipótese foi testada mas nunca revelou-se plenamente confiável devido a diversas falhas em estudos que pretenderam confirmá-la. Diversos outros estudos não provaram que reduzir o seu consumo produzisse benefícios significativos na prevenção de doenças cardíacas.
No entanto, há relações fortes, consistentes e graduais entre ingestão de gordura saturada, níveis sanguíneos de colesterol, e a epidemia de doenças cardiovasculares.. Estas relações são aceitas como causa-efeito.
Muitas autoridades de saúde como a American Dietetic Association, a British Dietetic Association, American Heart Association, a World Heart Federation, o National Health Service britânico, entre outros, defendem que a gordura saturada é um factor de risco para a doença cardiovascular. Em maio de 2015 a Organização Munidal de Saúde recomendou fazer a mudança de gorduras saturadas para insaturadas.

## Efeitos do consumo de gordura saturada em cães
O consumo de gordura saturada por cães tem sido objeto de estudo na nutrição veterinária. Embora os cães possuam uma maior resistência aos efeitos adversos de gorduras saturadas em comparação com os humanos, o consumo excessivo pode causar problemas de saúde, como obesidade e pancreatite.
Um estudo de Fascetti e Delaney (2012), publicado no livro Applied Veterinary Clinical Nutrition, aborda o papel das gorduras na dieta canina, destacando que o excesso de gordura saturada pode aumentar o risco de doenças cardiovasculares e contribuir para o desenvolvimento de obesidade em cães predispostos.

Outro estudo, de Hand et al. (2000), no livro Small Animal Clinical Nutrition, explora os impactos de diferentes tipos de gordura na saúde dos cães. Ele ressalta que, embora as gorduras sejam uma parte essencial da dieta canina, o consumo elevado de gordura saturada deve ser monitorado, pois pode levar ao desenvolvimento de doenças metabólicas, como a pancreatite.